# Viking (2016)
Viking (Originaltitel Викинг) ist ein russischer Historienfilm aus dem Jahr 2016.

## Handlung
Der Herrscher der Kiewer Rus, Swjatoslaw I., ist verstorben. Unter seinen drei Söhnen Wladimir, Jaropolk und Oleg kommt es zum Disput über die Thronfolge. In dessen Folge wird Oleg auf Befehl von Jaropolk getötet. Um das Schicksal seines Bruders nicht teilen zu müssen, flüchtet Wladimir über das gefrorene Meer nach Schweden ins Exil. Wladimir beschließt, das Königreich seines Vaters aus den verräterischen Händen seines Halbbruders zurückzuerobern.
Der erfahrene Kriegsführer Sveneld schafft es, Wladimir dazu zu überreden, eine Streitmacht von Wikingersöldnern zusammenzustellen, in der Hoffnung, Kiew von Jaropolk zurückzuerobern.

## Hintergrund
Gedreht wurde überwiegend in Russland, allerdings wurden einige Szenen im italienischen San Vitale abgedreht. Das Budget lag bei geschätzten 20,8 Mio. US-Dollar und löste Die Sonne, die uns täuscht – Der Exodus aus dem Jahr 2010 als teuerste russische Filmproduktion ab. Der Film spielte weltweit knapp 32 Mio. US-Dollar ein, davon rund 25 Mio. alleine in Russland.

## Kritik
„Mit Spezialeffekten überladenes Kriegsepos um den Aufstieg des Kiewer Fürsten Wladimir I., inszeniert als Abfolge von Intrigen, Plünderungen, Bränden und Morden. Die historischen Umstände werden auf den Stoff eines konventionellen Familiendramas heruntergebrochen.“

„Kostüme und Kulissen des Epos sind auf urige Art schön, doch der Plot ist völlig wirr, das Frauenbild fragwürdig […], die Action ist deftig, aber fahrig inszeniert. Fazit: Aufwendige Kulissen, aber wenig dahinter.“